# El príncipe (novela)
El príncipe es una novela del escritor chileno Mario Cruz publicada en 1972. Publicada con un bajo tiraje y de venta exclusiva en quioscos de diarios y revistas, y conocida por su lenguaje crudo y explícito, adquirió notoriedad en 2019 cuando fue estrenada una película homónima dirigida por Sebastián Muñoz y basada en el libro.

## Trama
La novela, ambientada en San Bernardo en 1970, retrata el mundo carcelario y las relaciones homosexuales que se desarrollan en su interior; el protagonista, apodado "El Príncipe", ingresa a la cárcel producto del homicidio de "El Gitano", con quien poseía un conflicto personal que a la vez afecta su propia identidad. "El Príncipe" comparte celda con "El Potro", un recluso mayor, con quien establece una relación sexoafectiva y que a la vez le entrega protección respecto de los otros reos.

## Recepción
Un extracto de la novela fue incorporado en A corazón abierto: geografía literaria de la homosexualidad en Chile, antología realizada por Juan Pablo Sutherland y publicada en 2001; el compilador destaca que El príncipe está inserta dentro de un género de novelas con temática carcelaria y/o delictual realizadas en Chile durante mediados del siglo XX, como por ejemplo Tres años y un día, o la tragedia sexual de los penados de Íñigo García, Cárcel de mujeres de María Carolina Geel y El apuntamiento de Luis Rivano.
Sebastián Reyes Gil realiza un análisis de El príncipe, señalando la presencia de una estética camp, y situándola en el contexto de obras narrativas similares de literatura homosexual latinoamericana, como por ejemplo los casos de El beso de la mujer araña de Manuel Puig y El vampiro de la colonia Roma de Luis Zapata Quiroz.
El director de cine Sebastián Muñoz halló por azar una copia de la novela en una tienda de libros usados, y decidió adaptar la trama para realizar su primera película, El príncipe, estrenada en 2019.